# Fetty Wap
Fetty Wap, de son vrai nom Willie Maxwell II, né le 7 juin 1991 à Paterson, au New Jersey, est un rappeur et chanteur américain. Il se fait mondialement connaître avec son single à succès Trap Queen, publié en 2014, classé deuxième au Billboard Hot 100 de mai 2015, suivi des singles 679 et My Way. Il signe avec 300 Entertainment en novembre 2014 et publie son premier album homonyme en septembre 2015. La même année, il est sélectionné par le magazine XXL pour faire partie de la 2015 Freshman Class.

## Biographie

### Jeunesse et débuts
Fetty Wap naît le 7 juin 1991 à Paterson dans l’État du New Jersey. Sa mère était chanteuse et son père était escorte. Enfant, il rejoint la chorale de son église locale pour y chanter, jouer de la batterie et du piano.
Fetty Wap porte le prénom de son grand père. Il est cependant tenté d'en changer car il estime que pour porter ce prénom, il faudrait qu'il ait une vie à la hauteur de celle de son grand-père qui était pasteur. Il ne veut pas que la mémoire de son grand-père soit bafouée par son mode de vie qui pourrait être en désaccord avec les valeurs chrétiennes que son aïeul défendait. Il pense donc faire de son surnom, ZooVier, son prénom légitime.
Fetty Wap commence sa carrière de rappeur en vendant ses chansons depuis le coffre d'une voiture, avec son acolyte Monty, dans les rues de Paterson. Plus tard, en 2011, les deux amis, ainsi que P Dice, forment le groupe des Remy Boyz. Wap cite le rappeur Gucci Mane comme sa plus grande influence musicale. Ainsi, il se fait initialement appeler Fetty Gwap en hommage à son rappeur préféré, fetty et gwap (souvent écrit guap ou guop) désignant tous deux le mot « argent » en argot américain. Mais c'est l'envie de réussir du jeune rappeur qui lui fait décrocher un contrat, en trois mois, avec le label 300 Entertainment, en novembre 2014 : « Je me souviens, juste après la signature du contrat, j’étais tellement heureux. La première personne que j'ai appelé était mon fils. Je l'ai appelé en pleurant, il m'a demandé : « Papa, pourquoi tu pleures ? » Je lui ai répondu que c'était rien et qu'il fallait juste qu'il sache que je l'aimais[réf. nécessaire]. » En 2015, P Dice quitte le groupe des Remy Boyz pour des raisons encore inconnues. Fetty Wap est père de trois enfants; Aydin ZooVier, Eliza Zaviera et Khari Barbie.[réf. nécessaire]

### Trap Queenet premier album
Inspiré d'une de ses relations amoureuses lorsque Wap était encore dealeur, Trap Queen raconte l’idylle d'une compagne aimante et supportrice des activités illégales de son compagnon. Fetty Wap met en ligne Trap Queen en février 2014 sur son compte SoundCloud. Le buzz de la chanson ne se fait cependant qu'en novembre 2014, mois durant lequel il en fait son premier single. Depuis, Trap Queen reçoit l'approbation d'artistes populaires comme Rihanna, Beyoncé, Jay-Z et Kanye West, qui l'invite sur la scène du lancement de sa ligne de vêtements à la Fashion Week de New York le 12 février 2015. Trap Queen se classe à la première place des Hot Rap Songs, à la deuxième des Hot R&B/Hip-Hop Songs et à la troisième du Billboard Hot 100. Le 1er avril 2015, Trap Queen est certifié disque d'or par la RIAA.
Le premier album de Wap, Fetty Wap est publié le 25 septembre 2015. Il débute à la première place du Billboard 200.

## Particularité physique
Fetty Wap se distingue des autres rappeurs non seulement par sa voix mais également par son apparence physique. Il n'a en effet qu'un seul œil, son œil droit. Resté discret sur l'origine de sa particularité pendant un moment, il révèlera finalement avoir été victime d'un accident étant enfant. Cet accident aurait causé un glaucome aigu et les médecins n'auraient réussi à sauver que son œil droit. Après avoir porté une prothèse pendant quelques années après cet accident, Fetty Wap affirme ne plus vouloir la porter car il s'assume comme il est. D'ailleurs, sur la pochette de son album éponyme, il cache son visage avec sa main sauf son œil gauche qui est bien visible et mis en évidence.
Bien qu'il soit souvent la cible de moqueries, Fetty Wap rit de la situation : « On me demande toujours ce qu'il s'est passé avec mon œil... mec, il est parti en vacances ! Il a pris une pause. Il était fatigué de voir des bêtises ». Plus tard, sa mère révèlera qu'il était en fait né avec le glaucome et qu'il avait perdu la vision de son œil à  l'âge de 6 mois. Il avait ensuite subi une chirurgie reconstructive à 12 ans.[réf. nécessaire]

## Vie privée
Il est le père de 6 enfants.
En octobre 2021, il est arrêté et poursuivi pour trafic de drogues. Il a ensuite été relâché sous caution et placé sous contrôle judiciaire.

## Discographie

### Mixtapes
- 2014 : Up Next
- 2015 : Zoo Style
- 2016 : Zoovier
- 2018 : Bruce Wayne
- 2020 : Trap & B
- 2020 : Big Zoovie
- 2020 : You Know the Vibes

### Singles

#### Artiste principal
| Titre                                                        | Année | Classements | Classements | Classements | Classements | Classements | Classements | Classements | Classements | Classements | Classements | certifications                                                                     | Album            |
| Titre                                                        | Année | US          | US R&B      | AUS         | CAN         | DAN         | IRE         | P-B         | N-Z         | FRA         | UK          | certifications                                                                     | Album            |
| ------------------------------------------------------------ | ----- | ----------- | ----------- | ----------- | ----------- | ----------- | ----------- | ----------- | ----------- | ----------- | ----------- | ---------------------------------------------------------------------------------- | ---------------- |
| "Trap Queen"                                                 | 2014  | 2           | 2           | 25          | 11          | 8           | 26          | 36          | 13          | 17          | 8           | - RIAA: Platine - ARIA: Platine - BPI: Platine - IFPI DEN: Platine - RMNZ: Platine | Fetty Wap        |
| "679" (featuring Remy Boyz)                                  | 2015  | 4           | 3           | 19          | 15          | —           | 41          | 67          | 12          | 122         | 20          | - ARIA: Or - BPI: Or - RMNZ: Platine                                               | Fetty Wap        |
| "My Way" (featuring Monty)                                   | 2015  | 7           | 5           | 94          | 31          | —           | —           | —           | —           | 102         | 80          |                                                                                    | Fetty Wap        |
| "Again"                                                      | 2015  | 33          | 12          | 63          | 71          | —           | —           | —           | 37          | —           | 79          |                                                                                    | Fetty Wap        |
| "Jimmy Choo"                                                 | 2016  | 65          | 19          | —           | —           | —           | —           | —           | —           | —           | —           |                                                                                    | Non-album single |
| "—" signifie que le single ne s'est pas classé dans le pays. |       |             |             |             |             |             |             |             |             |             |             |                                                                                    |                  |

## Distinctions
| Année | Récompense             | Œuvre                | Catégorie                              | Résultat   | Réf.   |
| ----- | ---------------------- | -------------------- | -------------------------------------- | ---------- | ------ |
| 2015  | MC100 Award            | Trap Queen           | Vidéo la plus jouée de l'année         | Lauréat    | [ 36 ] |
| 2015  | BET Awards             | —                    | Meilleur nouvel artiste                | Nomination | [ 37 ] |
| 2015  | MTV Video Music Awards | Trap Queen           | Artiste à surveiller                   | Lauréat    | [ 38 ] |
| 2015  | MTV Video Music Awards | Trap Queen           | Meilleure vidéo hip-hop                | Nomination | [ 38 ] |
| 2015  | MTV Video Music Awards | My Way               | Tube de l'été                          | Nomination | [ 39 ] |
| 2015  | BET Hip Hop Awards     | —                    | Who Blew Up Award                      | Lauréat    | [ 40 ] |
| 2015  | BET Hip Hop Awards     | Trap Queen           | Meilleure vidéo hip-hop                | Nomination | [ 40 ] |
| 2015  | BET Hip Hop Awards     | Trap Queen           | Best Club Banger                       | Nomination | [ 40 ] |
| 2015  | BET Hip Hop Awards     | Trap Queen           | People's Champ Award                   | Nomination | [ 40 ] |
| 2015  | BET Hip Hop Awards     | My Way (feat. Monty) | Meilleure collaboration, groupe ou duo | Nomination | [ 40 ] |
| 2015  | American Music Awards  | —                    | Nouvel artiste de l'année              | Nomination | [ 41 ] |
| 2015  | American Music Awards  | —                    | Meilleur artiste Rap/Hip-hop           | Nomination | [ 41 ] |